# Hornstein (Egling)
Hornstein ist ein Gemeindeteil von Egling im oberbayerischen Landkreis Bad Tölz-Wolfratshausen. Das Dorf liegt circa zwei Kilometer nördlich von Egling.

## Baudenkmäler
- Kapelle St. Georg